# Vena iliaca esterna
La vena iliaca esterna è la vena preposta al drenaggio del sangue refluo proveniente dall'arto inferiore e dalla parete addominale. Presenta un calibro medio di 13 mm, e può talvolta presentare una o due valvole insufficienti.

## Origine, decorso e terminazione
La vena iliaca esterna è la continuazione a pieno canale della vena femorale, dopo che questa è passata per la lacuna vasorum al di sotto del legamento inguinale (di Poupart). Trovandosi dunque in cavità pelvica, la vena risale nello spazio retroperitoneale delle due fosse iliache, seguendo la linea terminale dell'anca; quale vena comitans dell'arteria femorale, lungo la risalita si dispone prima medialmente a essa portandosi poi posteriormente. Decorrendo infine lungo il margine mediale del muscolo grande psoas, si unisce con la vena iliaca interna per formare la vena iliaca comune a livello dell'estremità superiore dell'articolazione sacroiliaca (L5).

## Rapporti
Nel suo tratto distale, e cioè in corrispondenza del legamento inguinale (di Poupart), la vena iliaca esterna è incrociata medialmente dal dotto deferente, nel maschio, e dal legamento rotondo dell'utero, nella femmina. Nel suo tratto prossimale, i rapporti principali sono medialmente quelli con l'arteria iliaca interna, con l'uretere e, nella femmina, con i vasi ovarici.